# Ludwik Lucjan Bonaparte

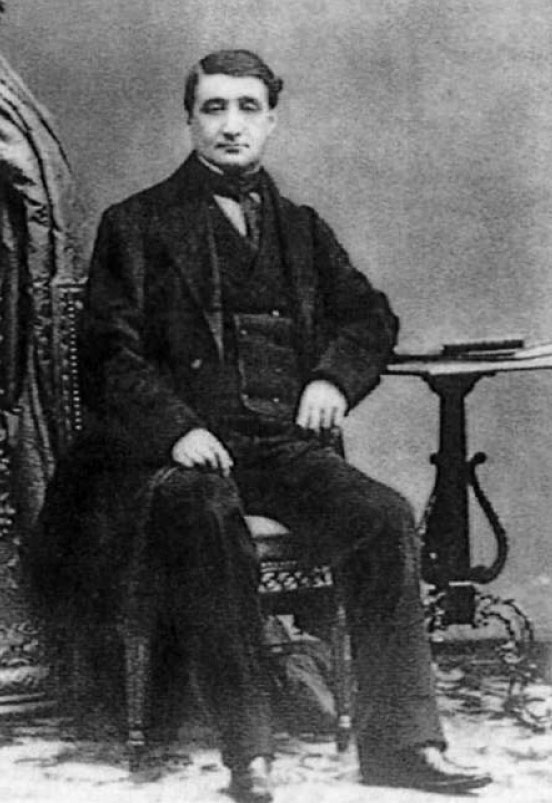
Louis Lucien Bonaparte (ok. 1863)

Ludwik Lucjan (Louis Lucien) Bonaparte (ur. 4 stycznia 1813 w Grimley w Worcestershire w Anglii, zm. 3 listopada 1891 w Fano, we Włoszech) – francuski książę i lingwista.
Urodził się w czasie pobytu w Anglii Lucjana, brata Napoleona I, jako jego trzecie dziecko z Aleksandryną de Bleschamps. Po powrocie rodziny do Italii w roku 1814 Ludwik Lucjan uczęszczał do szkoły jezuickiej w Urbino, po czym studiował mineralogię i chemię we Florencji. Mając 25 lat wziął udział w pierwszym zjeździe naukowców włoskich w Pizie w roku 1838. W swych pierwszych pracach naukowych zajmował się mineralogią, ale wkrótce odszedł od niej i stał się filologiem. W roku 1847 opublikował we Florencji napisane po łacinie swe pierwsze dzieło z dziedziny lingwistyki porównawczej, Specimen lexici comparativi, gdzie zajmował się językami nowożytnymi, co było wówczas nowością, gdyż na uniwersytetach interesowano się w głównej mierze filologią klasyczną – łaciną i greką.
Po obaleniu króla Ludwika Filipa Bonaparte przeniósł się do Francji i zajął się przejściowo polityką: był deputowanym Korsyki w parlamencie Ustawodawczym, a potem reprezentował departament Seine-et-Oise (dziś rozwiązany). W roku 1852 kuzyn Napoleon III mianował go senatorem i nadał całej gałęzi stryja Lucjana tytuł książąt Cesarstwa (bez prawa następstwa tronu). Ludwika Lucjana polityka jednak niewiele interesowała i wyjechał do Londynu, by się poświęcić pracy naukowej. W stolicy Anglii spędził resztę życia i zebrał gigantyczny księgozbiór dzieł wszelkiego rodzaju o językach świata. Prowadził w Londynie ożywione życie towarzyskie, bywał u królowej Wiktorii i premiera Gladstone, przyjaźnił się ze sławnymi uczonymi jak Ellis, fonolog i Murray, wydawca Oxford English Dictionary. W roku 1854 Uniwersytet w Oxford nadał mu tytuł honorowego doktora prawa cywilnego, a w roku 1883 otrzymał rentę z prywatnej szkatuły królowej za swą pracę o dialektach angielskich.
Dorobek naukowy Bonapartego składa się głównie z prac z dziedzin lingwistyki komparatywnej i dialektologii. Jako dialektolog miał szczególne zasługi na polu badań nad dialektami angielskimi i włoskimi oraz poprzez swe analizy języka baskijskiego. Szczególnie te ostatnie przyniosły mu wielką sławę, gdyż baskijski jako jedyny język europejski nie należy do grupy indoeuropejskiej i nie jest spokrewniony z żadnym językiem na świecie. Bonaparte (który biegle mówił po baskijsku) sporządził mapę dialektów baskijskich po obu stronach Pirenejów (Carte de sept provinces basques) i tablice czasowników w tym języku (Le verbe basque en tableaux), obie wydane 1869.
Oprócz tego Ludwik Lucjan Bonaparte działał jako wydawca. W czasie panowania Napoleona III otrzymywał roczną rentę o wysokości 130 000 złotych franków, potem doszły do tego renta od królowej Wiktorii i na koniec spadek po bogatym, bezdzietnym siostrzeńcu, lordzie Stuarcie. W swym londyńskim domu Bonaparte otworzył drukarnię, gdzie wydawał własne prace i tłumaczenia Biblii w najróżniejszych językach, m.in. pierwsze tłumaczenie ewangelii św. Mateusza na język galego, mówiony w hiszpańskiej prowincji Galicji. Przy produkcji książek wykorzystywał swe wykształcenie jako chemik i eksperymentował z różnymi technikami produkcji farby drukarskiej i papieru.

Ludwik Lucjan ożenił się dwa razy: w roku 1832 z Anną Marią Cecchi z Florencji, ale para wkrótce postanowiła separację. Po jej śmierci w roku 1891 poślubił Klemencję Richard (1830–1915), z którą od wielu lat dzielił życie i miał syna Ludwika Clovisa (1859–1894). Wkrótce potem zmarł w czasie podróży naukowej do Italii. Pochowany został w Londynie.

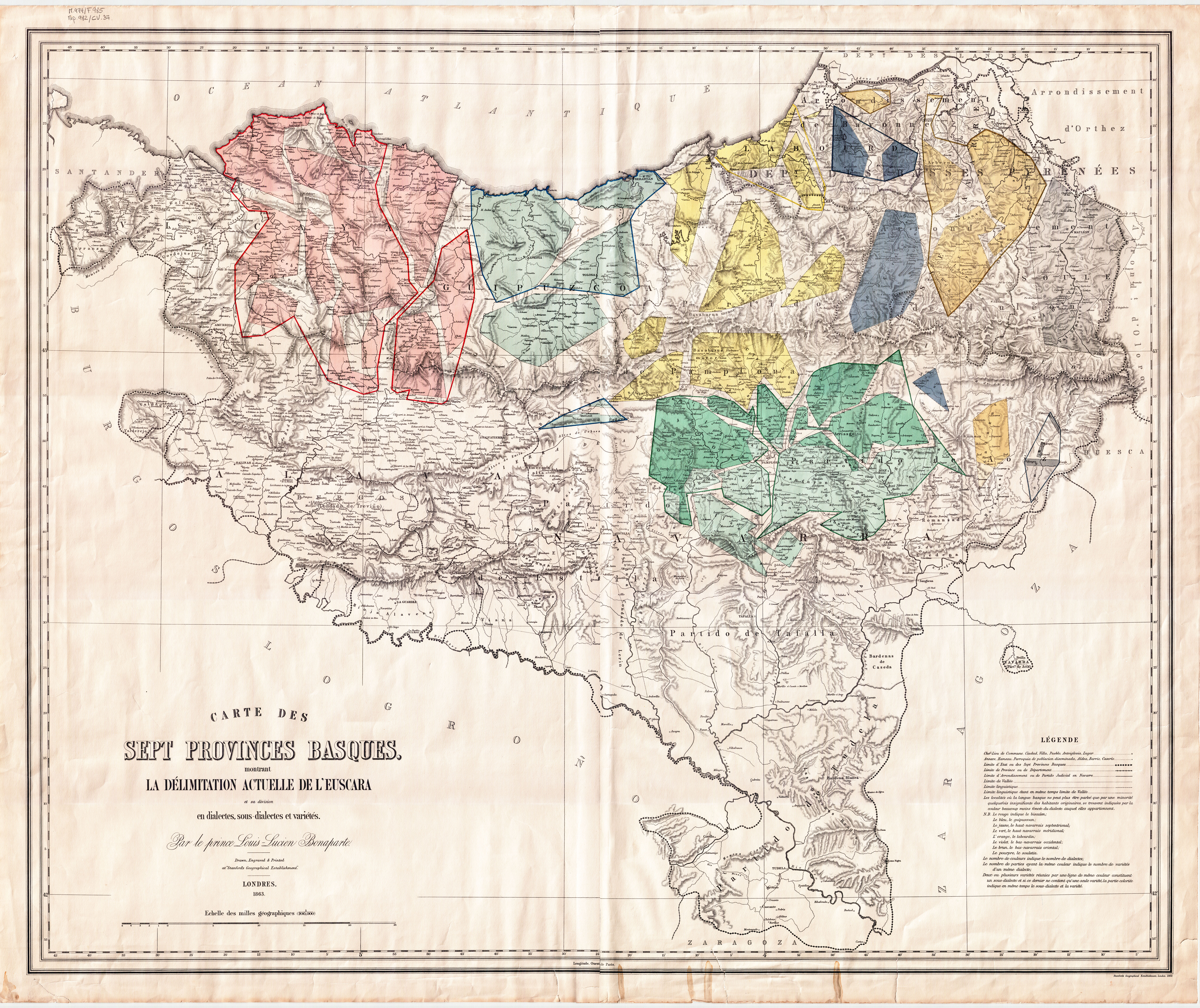
Carte des sept Provinces Basques
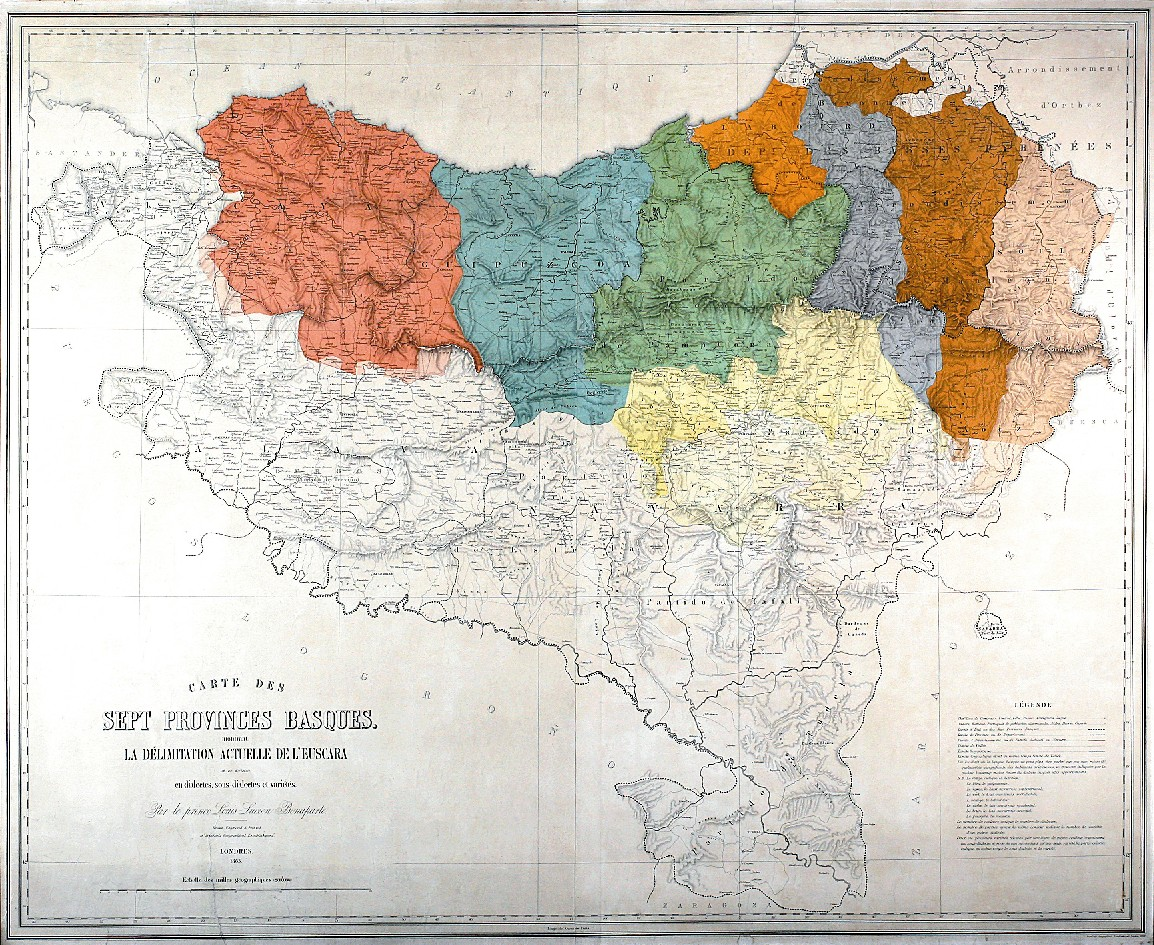
Carte des sept Provinces Basques